# Montagne Kotika
La montagne Kotika, ou Lebi Dotsi, est une  montagne située entre la zone côtière et le sud forestier de la Guyane. Elle est considérée comme le troisième plus haut sommet du département.